# Nohant-en-Graçay
Nohant-en-Graçay – miejscowość i gmina we Francji, w Regionie Centralnym, w departamencie Cher.
Według danych na rok 1990 gminę zamieszkiwało 296 osób, a gęstość zaludnienia wynosiła 12 osób/km² (wśród 1842 gmin Regionu Centralnego Nohant-en-Graçay plasuje się na 845. miejscu pod względem liczby ludności, natomiast pod względem powierzchni na miejscu 503.).